# Bananas (албум)
Bananas седамнаести је студијски албум британске хард рок групе Deep Purple, кога у Америци 2003. године објављује дискографска кућа 'Sanctuary Records', а у Уједињеном Краљевству 'EMI'.
Материјал на албуму садржи инструменталну нумеру "Contact Lost", коју је написао гитариста Стиви Морс, након несреће која се догодила код пада 'shuttlea' Columbia, када је погинуло свих седам чланова посаде.
Ово је први Дип перплов албум на коме суделује Дон Ери на клавијатурама, заменивши дотадашњег члана састава Џон Лорда.

## Списак песама
1. „House of Pain“ (Ијан Гилан, Брадфорд) – 3:34
2. „Sun Goes Down“ – 4:10
3. „Haunted“ – 4:22
4. „Razzle Dazzle“ – 3:28
5. „Silver Tongue“ – 4:03
6. „Walk On“ (Gillan, Bradford) – 7:04
7. „Picture of Innocence“ (Ијан Гилан, Роџер Главер, Џон Лорд, Стиви Морс, Ијан Пејс) - 5:11
8. „I Got Your Number“ (Ијан Гилан, Роџер Главер, Џон Лорд, Стиви Морс, Ијан Пејс, Брадфорд) – 6:01
9. „Never a Word“ – 3:46
10. „Bananas“ – 4:51
11. „Doing it Tonight“ – 3:28
12. „Contact Lost“ (Стиви Морс) – 1:27

Све песме написали су Дон Ери, Ијан Гилан, Роџер Главер, Стиви Морс и Ијан Пејс, осим:
- "House of Pain" & "Walk On", Ијан Гилан, Брадфорд
- "Picture of Innocence", Ијан Гилан, Роџер Главер, Џон Лорд, Стиви Морс, Ијан Пејс
- "I Got Your Number", Ијан Гилан, Роџер Главер, Џон Лорд, Стиви Морс, Ијан Пејс, Брадфорд
- "Contact Lost", Стиви Морс

## Састав
- Ијан Гилан - вокал
- Стиви Морс - гитара
- Роџер Главер - бас гитара
- Дон Ери - клавијатуре
- Ијан Пејс - бубњеви, удараљке

## Издања по државама
- Европа , август 2003, EMI Records, (1CD)
- Европа , август 2003, EMI Records, (1LP)
- Сједињене Америчке Државе , октобар 2003, Sanctuary Records , (1CD)